# Sainte-Cécile (Vendée)
Sainte-Cécile település Franciaországban, Vendée megyében. Lakosainak száma 1587 fő (2022. január 1.). Sainte-Cécile Mouchamps, Chantonnay, Sainte-Florence, Saint-Germain-de-Prinçay, Saint-Hilaire-le-Vouhis, Saint-Martin-des-Noyers, Saint-Vincent-Sterlanges, L’Oie, Essarts-en-Bocage és Les Essarts községekkel határos.

## Népesség
A település népessége az elmúlt években az alábbi módon változott:
| Lakosok száma | 1533 | 1600 | 1713 | 1621 | 1605 | 1597 | 1588 | 1584 | 1587 |
|               | 2013 | 2015 | 2016 | 2017 | 2018 | 2019 | 2020 | 2021 | 2022 |